# Félix Cordoën
Félix Simeon Jacques Cordoën, né le 15 mars 1811 à Mortain et mort le 9 mars 1864 à Paris, est un magistrat et juriste français.

## Biographie
Félix Cordoën est le fils de Jacques Jean Chrysostome Cordoën, avoué, et d'Anne Marie Leverdays (cousine germaine de Jean-Germain Leverdays).
Il entre dans la magistrature en 1835, est successivement substitut à Saint-Calais, à Mortagne[Laquelle ?], au siège de la cour d'assises de la Manche en 1840, puis procureur du roi à Bayeux en 1841. Il est révoqué après la Révolution française de 1848.
Très estimé, il devient alors l'un des avocat de premier rang du barreau de Bayeux, est élu capitaine de la garde nationale, conseiller municipal et membre du conseil d'arrondissement de Bayeux. Il décline une proposition de candidature à l'Assemblée législative, conseillant un report en faveur du comte Frédéric Christophe d'Houdetot, ancien pair de France.
Dès 1849, il est nommé procureur de la république à Caen sur la proposition d'Odilon Barrot, et au mois d'octobre de la même année à Rouen, où des agitations politiques avaient lieu. Il passe procureur général à Agen en 1852 et à Orléans en 1853.
Il est conseiller général de la Manche, élu pour le canton de Mortain de 1854 à 1864, y succédant à son oncle Siméon Leverdays (1783-1854).
Cordoën est alors nommé procureur impérial à Paris en 1856, et a l'année suivante à gérer l'affaire de l'assassinat de l'archevêque de Paris, Mgr Sibour, quelques mois plus tard, l'attentat de Felice Orsini à l'encontre de Napoléon III, et en 1861, l'affaire Mirès.
Conseiller à la Cour de cassation en décembre 1861, et peu après, procureur général près la cour impériale de Paris et conseiller d'État.
En cette dernière fonction et comme commissaire du gouvernement, il soutient avec succès devant le Corps législatif la loi du 26 mai 1863, sur l'instruction des flagrants délits devant les tribunaux correctionnels, loi qu'il avait préparé, après avoir recueilli, surtout en Angleterre, tous les éléments qui lui devaient servir, et il eut le mérite d'organiser pour cette catégorie de délits une justice rapide et d'abréger notamment ainsi la durée moyenne des détentions préventives, sans porter atteinte aux garanties nécessaires et aux règles consacrées par l'expérience. 
Il soutient également avec une grande autorité de parole et de doctrine, devant le Corps législatif, la loi du 1er juin 1863, portant modification d'un grand nombre d'articles du code pénal.
Ses travaux sont publiés en 1864, après sa mort, sous le titre : Le procureur général Cordoën, discours et réquisitoires recueillis et publiés par les soins de ses amis.
Cordoën épouse Esther Le Creps, fille d'Abel Le Creps et petite-fille du baron Pierre Lair. Il est notamment le père d'André Cordoën, avocat aux conseils et époux de Jeanne Marc (petite-fille d'Amédée Marc), et de Pierre Cordoën, chef de bureau au ministère des Finances et époux de Suzanne Le Sourd, qui perdra la vie dans l'incendie du Bazar de la Charité.

## Pour approfondir